# Microchip Technology

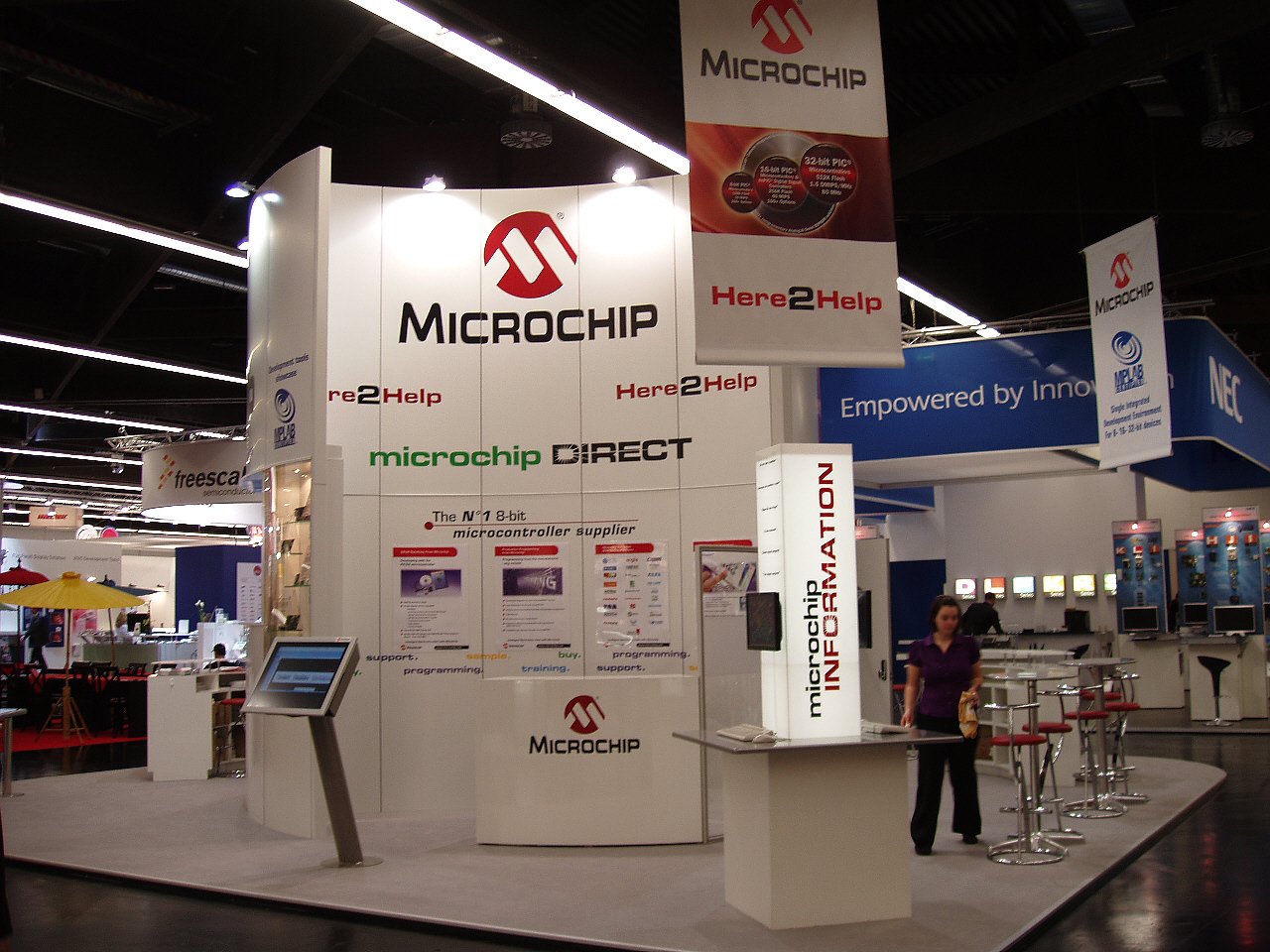
Stand da Microchip Technology na Embedded World em Nuremberg, Alemanha, em 2008.

Microchip Technology Inc. é uma empresa norte americana de semicondutores, com sede em Chandler - Arizona.
A Microchip é a fabricante da conhecida linha de microcontroladores PIC de 8 bits além de circuitos integrados de memórias, circuitos integrados analógicos, circuitos de controle e interface, entre outros.